# Tengerjog
A tengerjog a tengereken történő különböző tevékenységek szabályozásával foglalkozik, amelyre mindig is szükség volt, mert a tengerek hatalmas területet foglalnak magukba, ugyanis a földfelszín 71%-a víz, ennek 97%-a tenger. Egy ekkora területet sokféleképpen lehet felhasználni, hajózásra (kereskedelem, kapcsolattartás), halászatra, tekinthetünk rá nyersanyagok és energiahordozók forrásaként, valamint egy az emberi környezetet fenyegető veszélyforrásként, ezért mindenképpen szükség van ezen a területen is szabályokra, korlátozásokra éppúgy, mint a szárazföldön. A tevékenységek szabályozása mellett azért is volt rá szükség, mert a határokat sokkal nehezebb kijelölni tengeren, mint szárazföldön és szükség volt egy egységes szabályozásra ez ügyben is.

## A tengerjog kialakulásának története

Részt vevő államok
Az Európai Unió által képviselt államok
A szerződést aláíró államok
A szerződést nem elfogadó államok

A nemzetközi jog szerinti tengeri övezetek

A tengerjog kialakulása hosszú folyamat volt, azonban nagy szükség volt rá, ugyanis az államok kétféle magatartást gyakoroltak a tengerekkel/ óceánokkal kapcsolatban: az egyik, hogy fennhatóságuk alá akarták vonni a tengerek egyes részeit, a másik, ezzel ellentétes pedig, hogy kinyilvánították, hogy a tengerek és óceánok senki és semmi keze alá nem tartoznak, mindenkinek szabad joga van őket használni.
A római jog az utóbbi felfogással értett egyet és res communisnak nyilvánította, ami azt jelenti, hogy mindenki szabadon használhatja. (Hozzá kell tenni, hogy ezek a szabályok csak a római népre vonatkoztak még ekkor, ezért a „mindenki” nem teljesen pontos.
A középkorban születtek úgynevezett „tengeri jogkönyvek”, azonban ezek nem érték el a kívánt hatást, tekintve, hogy ezeket figyelmen kívül hagyva több tengeri nagyhatalom különleges jogokat követelt magának a számára fontos tengereken, például idegen hajók belépésének tiltását, áthaladási illeték szedését, vagy a halászat kizárólagosságát. Többek között ilyen igénnyel lépett fel Velence az Adriai- tenger, Genova a Ligur-tenger tekintetében.
1958-ig az univerzális szokásjog volt érvényben. A több száz éves szokásjogi szabályok mint például ágyúlövés távolságig (kb. 3 mérföld) a parti állam ellenőrzést gyakorolhat. Illetve a szuverenitás alapú megközelítés (minél közelebb vagyunk a parthoz, annál nagyobb az állam szuverenitása)
A II. világháború után az állami ellenőrzés kiterjesztése volt a fő cél. 1958-ban ENSZ konferenciát tartottak Genfben, ahol öt tengerjogi egyezményt fogadtak el: a parti tengerről, a nyílt tengerről, a nyílt tengeri halászatról és a tenger természeti kincseinek megőrzéséről, valamint a kontinentális talapzatról. Ezekhez egy fakultatív jegyzőkönyvet is csatoltak a viták kötelező rendezéséről. Nem sikerült azonban megállapodni a parti tenger terjedelméről és a halászati övezetekről. Több állam elégedetlen volt, mert saját érdekeiket akarták érvényesíteni.
1960-ban volt a II. ENSZ konferencia, amivel a legtöbb gondja az Egyesült Államoknak volt, hiába váltak számukra kedvezőbbek a feltételek, nem akarta aláírni az egyezményt.
Az 1982-es Montego Bay-ben született tengerjogi egyezmény lépett a genfi helyébe. Ez 320 cikket és 9 mellékletet tartalmaz.
Az 1982-es egyezményt 166 részt vevő állam ratifikálta. Ebből 163 az ENSZ tagállama, 3 megfigyelő státuszú, úgy mint Palesztina, Cook-szigetek és Niue. 14 ENSZ tagállam közöttük az Egyesült Államok ugyan aláírta a szerződést, de mind a mai napig nem ratifikálta.
A fejlett államok kifogásolták a sok engedményt, amelyet az egyezmény tartalmaz a fejlődő államok részére, és a politikai helyzet is sokat változott az elfogadás időpontjától, de végül 1994-ben hatályba lépett.

## Legfontosabb fogalmak
A felezővonal elv: minden mérés alapja az alapvonal, mely a tenger változása miatt az apályvonal. A parti tenger szélességének mérésére szolgáló szabályszerű alapvonal a parton végighúzódó apályvonal, miként azt a parti állam által hivatalosan elfogadott nagyléptékű tengeri térképek feltüntetik. Kivételek: szaggatott/ csipkézett part, szigetsor és tengeröböl. (Öböl: ha a bejárat nem több mint 24 tengeri mérföld, akkor a parti országhoz tartozik).
Parti tenger: az alapvonal és a nyílt tenger közé eső part menti területsáv. Az 1982-es tengerjogi egyezmény szerint az alapvonaltól 12 tengeri mérföld (kivéve, ha 2x12 mérföldön belül van még egy tengeri állam)
békés áthaladás joga kereskedelmi és hadihajók, valamint tengeralattjárók számára. A békés áthaladás folyamatos, gyors és a felszínen történik, a hajó betartja a parti állam szabályait
nem békés áthaladás: A parti állam elleni fenyegetés vagy erőszak, katonai légi jármű vagy katonai felszerelés indítása/fedélzetre vétele, fegyverhasználattal való gyakorlat, megállás/lehorgonyzás csak annyiban, amennyiben a hajózás biztonságához szükséges, a parti államra káros információszerzési tevékenység kutatási vagy felmérési tevékenység, szándékos és súlyos környezetszennyezés (pl. olajszennyezés -> szankció: pénzfizetési kötelezettség), a parti állam távközlésébe való beavatkozás, bármely az áthaladással nem összefüggő tevékenység.
tengerszorosok: a nyílt tenger vagy a kizárólagos gazdasági övezet egyik és másik része közötti nemzetközi hajózásra szolgál. Fontos a tengeri mozgás a szabadság érdekében.
csatlakozó övezet: (12-24 tengeri mérföld.) Vám, pénzügyi és bevándorlási szabályok betartásának megkönnyítésére jött létre. A parti állam a parti tengeréhez csatlakozó nyílt tengeri övezetben gyakorolhatja a szükséges ellenőrzést avégből, hogy megelőzze saját területén vagy parti tengerén a vám-, adó-, környezetvédelmi-, egészségügyi- vagy bevándorlási szabályok megsértését, így a hajózás és az átrepülés szabadsága érvényesül, de gyakorlása nem mehet a fentiek rovására
kizárólagos gazdasági övezet: (24-200 tengeri mérföld) Célja a tengeri erőforrások védelme, illetve a parti állam számára történő biztosítása. A tengeri élővilág begyűjtésére ad kizárólagos jogot a parti államnak, aki gazdasági tevékenység céljából szabályozást vezethet be és érvényesíthet a vízben és a talapzaton található források kezelésére (pl. halászat, bányászat, kábelfektetés). A mesterséges szigetek is a parti állam joghatósága alá tartoznak.
nyílt tenger: a kizárólagos gazdasági övezet külső határától kifelé eső minden víz. Egyetlen állam sem jogosult a nyílt tengeren szuverén jogokat gyakorolni.
a kontinentális talapzat: a parti állam jogokat gyakorol a természeti erőforrások felkutatására és kiaknázására vonatkozóan.

## Kivételek
A tengerjogi egyezmények szerint tengeren azt a sós vizet értjük, amelyről a világtenger bármely pontjára hajóval el lehet jutni, ez azt jelenti, hogy az izraeli Holt-tengerre vagy a Kaszpi-tengerre a tengerjogi szabályok nem vonatkoznak, ott sui generis szabályok érvényesülhetnek. Ugyanígy nem minősül tengernek az elmúlt évtizedek felelőtlen természetátalakító beruházásainak ma Kazahsztánhoz és Üzbegisztánhoz tartozó Aral-tó sem.